# Krzysztof Wróblewski (bokser)
Krzysztof Wróblewski (ur. 21 marca 1967) – polski bokser, brązowy medalista mistrzostw świata z 1989 i mistrzostw Europy z 1989, wielokrotny medalista mistrzostw Polski.
Zdobył brązowy medal w wadze lekkopółśredniej na mistrzostwach Europy w 1989 w Atenach. Po wygraniu walki ćwierćfinałowej z Hiszpanem Victorem Garcią, przegrał w półfinale z Węgrem Jánosem Váradi. Na mistrzostwach świata w 1989 w Moskwie zdobył również brązowy medal. Po wygraniu trzech walk, przegrał w półfinale z Kubańczykiem Pedro Reyesem. 
Był wicemistrzem Polski w wadze muszej w 1988,  
1989, 1990 i 1991 oraz brązowym medalistą mistrzostw Polski w wadze muszej w 1987 i 1992.